# Hyfaidd
Hyfaidd (Hubatus in latino e Hubert in inglese; attorno all'815 – 893) è stato sovrano del Dyfed.

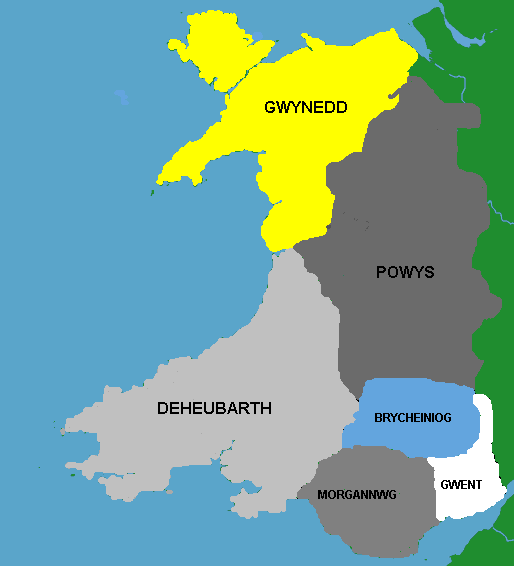
Regni medioevali del Galles

Era figlio della principessa Tangwystl del Dyfed, figlia di re Owain, e di un gallese di umili natali, Bledrig. È conosciuto come un tiranno, che spesso saccheggiò la cattedrale di Mynyw e che espulse i monaci. Tuttavia, fu oppresso da Anarawd, sovrano del Gwynedd e dai suoi fratelli. Per fermare le conquiste di
Anarawd ai confini del Dyfed, Hyfaidd si sottomise a re Alfredo il Grande d'Inghilterra negli anni ottanta del IX secolo, come scrive il biografo Asser.